# Кориентес
Кориѐнтес (на испански: Corrientes) е град в Аржентина. Разположен е в Североизточна Аржентина на левия бряг на река Парана. Главен град е на едноименната провинция Кориентес. Основан през 1588 г. ЖП възел и пристанище на река Парана. Икономиката на града включва животновъдство, кожарство, дървообработване. Отглеждане на тютюн, памук, захарна тръстика, кебрачово дърво и цитрусови плодове. Население 321 902 жители от преброяването през 2001 г.